# Blade: The Edge of Darkness
Blade: The Edge of Darkness es un videojuego de acción en 3D desarrollado por la empresa española Rebel Act Studios y distribuido por Codemasters. En otros países el nombre tuvo que ser cambiado por motivos de copyright, pasándose a llamar Severance: Blade of Darkness.

## Historia
Eresh Kigal era un caballero equipado con una cota de malla, que forjó para la actual guerra contra el mal. Así recibió el favor de la Diosa, y fue el elegido de Ianna. Empuñó la espada sagrada, y se convirtió en Blade, el caballero de la luz. Reunió un gran grupo y fueron al este, a desafiar al enemigo que acechaba en su propia guarida. El combate fue terrible, pero Eresh Kigal luchó valientemente contra el enemigo y la victoria le favoreció. Pero tras derrotarle, Eresh Kigal murió entre sus amigos y compañeros, quienes llevaron su cuerpo ensangrentado hasta el Templo de la Diosa Ianna; y sobre el altar en el que fue sepultado, se incrustó la espada sagrada. El santuario se cerró y en el suelo se crearon cuatro hermosas gemas: un ópalo blanco, un aguamarina, una obsidiana y un óvalo de ámbar. Cada una de las gemas fue recogida por cada uno de sus compañeros. Así cada uno guardaría una gema por si el Mal osara obtener el poder de la espada. Todos juraron protegerlas, no romper el juramento, y dejar señales para cuando el resurgir del mal, el poder la espada surgiese de nuevo para derrotarle.
Enfurecido por la derrota que le infligió Eresh Kigal con la ayuda de Blade, el Señor del Caos aguardó pacientemente el momento para asestar su tan ansiado golpe final.
Ante tan sobrecogedor panorama ha llegado la hora de tomar decisiones, y solamente una de ellas parece tener posibilidades de éxito: buscar el Templo de Ianna, donde Eresh Kigal permanece enterrado junto a la mítica Blade, y buscar el despertar de la espada.
Ahora quien escoge al personaje que deberá derrotar al Mal serás tú, podrás elegir entre cuatro héroes; cada uno con una historia diferente y cualidades específicas.
La gesta no resultará fácil, pues los cuatro compañeros de Eresh Kigal se alejaron y escondieron las llaves en lugares muy diferentes: fortalezas, templos o incluso el interior de un volcán.
La tarea de nuestro/a héroe/heroína será seguir el rastro de las gemas y las runas y recuperar todas ellas sin excepción, pues son la clave para acceder a la Espada Sagrada, la única arma capaz de sembrar una pizca de duda e inseguridad en la terrible faz del malvado Dal Gurak.
Las runas liberan el poder de la espada, y las gemas abren la tumba. Es imposible llegar al Templo sin las gemas, ya que para avanzar en el juego es necesario obtenerlas; sin embargo es posible llegar sin las runas, y de ese modo no adquieres el verdadero poder de la espada, aunque puedes pasar el juego sin ellas.

## Personajes

### Enano
Naglfar es un enano enviado por los mayores de su clan a consultar con los sabios de Kazel Zalam sobre los extraños fenómenos que están sucediendo en los pasadizos de sus ciudades.
Es un personaje fuerte y resistente, que soporta un gran número de heridas y asesta duros golpes a sus oponentes. Su táctica de ataque normal se basa en dar duros golpes muy seguidos y cuando baje su energía retroceder y bloquear con el escudo los golpes de sus oponentes.
Es lento y de golpes cortos, pero sencillo de manejar y muy útil contra todo tipo de enemigos, si bien en niveles más avanzados puede tener algunos problemas, ya que los rivales serán muy rápidos y él demasiado lento. Su corta estatura no significa otra cosa que menos blanco para el enemigo, lo que también es un dato a favor. Así que algunas flechas y ataques altos, o de altos o grandes enemigos no le darán! Utiliza hachas, garrotes, mazas y martillos. Durante el juego es posible conseguir armaduras ligera y media.
Es el personaje más resistente y uno de los más fuertes.

### Bárbaro
Tukaram es un bárbaro de las estepas del norte. Desde hace algunas lunas la paz de la estepa se ha visto quebrada por extraños sucesos. Cuando cae la noche, las llanuras vacías de Dasht-e-Kavir se pueblan de sombras y demonios. Los guerreros desaparecen, las mujeres y los niños se esconden en sus tiendas y los ancianos lloran en silencio o cuentan historias macabras de enemigos sanguinarios e invasores del norte. Tukaram es el elegido por los ancianos de su tribu para viajar a la morada de sus antepasados en Kashgar, donde debe averiguar lo necesario para librar a su pueblo de los extraños ataques que está sufriendo.
Es el personaje más fuerte de todos y el más ofensivo, posee las armas más mortíferas y enormes, y es el que más golpes soporta después del enano. Sus puntos débiles son que se cansa rápido y es relativamente lento comparado con Sargon o con Zoe, lo que hace necesario ser más preciso para esquivar los ataques, y, al no tener escudo para defenderse, su defensa dependerá de la habilidad del jugador al interponer brevemente el arma para repeler el golpe del atacante. Así que deberá avalanzarse sobre sus enemigos y masacrarles antes de que tengan tiempo para reaccionar, solo parando cuando esté demasiado cansado.
Sus poderosos combos y sus impresionantes armas son sus mejores aliados para llevar a cabo esta táctica. Al igual que el enano, puede tener problemas en los niveles superiores por su lentitud, aunque es el mejor en los niveles iniciales. Utiliza armas de dos manos, principalmente hachas a dos manos y espadas de gran tamaño. Durante el juego es posible conseguir armadura ligera.

### Amazona
Zoe es una intrépida amazona aventurera procedente de los Reinos Exteriores, que no entró en esta aventura por salvar al mundo, sino en busca de una ciudad perdida y del tesoro que hay en ella.
Es una guerrera ágil y rápida, pero poco resistente. Utiliza palos largos y lanzas como arma, y no puede llevar ningún escudo, lo que la obliga a guardar las distancias con el enemigo. Es poco resistente, pero su gran agilidad, puntería y rapidez hacen de ella una apuesta segura, aunque su modo de juego sea muy distinto al del resto de los personajes. Otra de sus cualidades es que su salto lateral lo hace rodando, permitiéndole esquivar los ataques altos.
Deberá sorprender a los enemigos siempre que sea posible, atacar, retroceder guardando las distancias, y volver a atacar. Es muy importante aprender sus combos, ya que sus golpes en general no son muy efectivos, por lo que tendremos que exprimir al máximo su potencial, y nunca utilizar armamento ajeno, ya que se amolda muy mal a todo lo que no tenga forma de lanza. Durante el juego es posible conseguir armadura ligera.

### Caballero
Sargon, el caballero, basa su efectividad en un eficaz equilibrio entre potencia de ataque, defensa e inteligencia. Es el capitán de los Caballeros del Rey, entrenado bajo las duras normas de la caballería, que será enviado al Krak de Tabriz para averiguar algo sobre las actividades enemigas y las inesperadas invasiones enemigas.
El caballero es el personaje más táctico, protege con el escudo o finta, ataque o combo, atrás, y de nuevo bloqueo o finta. Evita a toda costa ser alcanzado, y para ello son necesarios escudos abundantes y resistentes. Sus combos son poderosos, y su dominio junto con el de la defensa dan por segura la victoria con Sargon, pero esto es algo difícil de conseguir. Como contrapunto, sus puntos de vida avanzan lentamente, lo que hace que esté en desventaja en cada nivel respecto al resto de los personajes, en cuanto a energía, combos y puntos de vida. Sus armas son básicamente espadas y mazas de una mano, que usa en combinación del escudo. Durante el juego se pueden conseguir armaduras ligera, media y pesada (la última está en el volcán).
Es el personaje más equilibrado en cuanto a las características de fuerza, resistencia o defensa y agilidad.

## El juego
El juego presenta un total de 14 escenarios, incluyendo un nivel oculto. Los escenarios para la presentación de los personajes (la primera zona que visitaremos) son únicos para cada personaje:
- El Palacio de Kazel Zalam, como zona introductoria para el Enano.
- El Valle de Kashgar, como zona introductoria para el Bárbaro.
- La Ciudad Perdida de Marakamda como zona introductoria para la Amazona.
- La Fortaleza de Tabriz como zona introductoria para el Caballero.

Al completar la historia individual del personaje elegido, la historia principal se desenvolverá en los siguientes escenarios, comunes a todos.
| N.º | Escenario                     |
| --- | ----------------------------- |
| 2   | Las Minas del Monte Kelgeben. |
| 3   | La Fortaleza de Tell Hallaf.  |
| 4   | Las Tumbas de Ephyra.         |
| 5   | La Isla de Karum.             |
| 6   | La Fortaleza de Shalatuwar.   |
| 7   | El Desfiladero de Orlock.     |
| 8   | La Fortaleza de Nemrut.       |
| 9   | Oasis de Nejeb.               |
| 10  | El Templo de Al-Farum.        |
| 11  | La Forja de Xshathra.         |
| 12  | El Templo de Ianna.           |
| 13  | La Torre de Dal Gurak.        |
| 14  | El Abismo. (Nivel Oculto)     |

Solo el primer nivel es distinto para cada personaje. No obstante, cada personaje representa un estilo y una modalidad de juego diferente; la amazona es rápida y utiliza lanzas o bos en ataque, y es el personaje que mejor maneja el arco; el bárbaro es "lento" pero poderoso, por lo que utiliza pesados mandobles y hachas; el enano es rápido solo en distancias cortas, el mejor cuerpo a cuerpo, y fundamenta su ataque en hachas de una mano o poderosos martillos junto a un escudo; el caballero utiliza espadas de una mano en combinación con un escudo. Según se van matando enemigos, el jugador adquiere experiencia y avanza de nivel (cada vez más lentamente). En cada nivel, el jugador aprenderá una serie de ataques ya predefinidos, así como el poder utilizar los combos de cada arma: aprender y utilizar rutinariamente los combos de cada arma especial así como las habilidades propias de cada personaje será la clave para avanzar cómodamente en el transcurso del juego. Hay que puntualizar aquí que existe un cierto desequilibrio entre los personajes en sus habilidades, lo cual debería tenerse en cuenta para elegir al héroe. Este desequilibrio viene debido a que, por motivo desconocido, el bárbaro y el caballero tienen cada uno una larga lista de combos y habilidades; por contrapartida, la amazona y el enano solo tienen tres habilidades propias, lo que significa menos recursos, menos variedad de golpes y en última instancia menos diversión.
Es requisito indispensable visitar todas las localizaciones disponibles, aunque en ocasiones se puede escoger ir primero a un sitio u otro. El objetivo último del juego es obtener la espada sagrada, Blade, para derrotar al malvado de turno, Dal Gurak. Para ello, es necesario reunir las cuatro piedras sagradas. Durante el camino, en algunos niveles, existen una serie de localizaciones secretas con trampas especiales que dan acceso a seis runas sagradas. El juego tiene dos finales posibles en función de si se consiguen todas las runas o no. Invariablemente, hay que derrotar a Dal Gurak, pero si al vencerlo se tienen las seis runas, se obtiene acceso a un nivel secreto y se puede luchar contra el Señor del Caos.
Por el camino, el jugador tendrá que deshacerse de zombis, caballeros, orcos, jefes orcos, trolls, minotauros, esqueletos, demonios, golems, caballeros oscuros, bichejos, arañas gigantes, demonios mayores e incluso vampiros (en resumen, una síntesis concentrada de todos los enemigos que se suceden a lo largo del juego). Cada enemigo posee unas características diferentes que obligan a usar estrategias diferentes. En ciertos casos, como los caballeros o los vampiros, la inteligencia artificial supone todo un reto en el combate, sobre todo si confluyen varios enemigos al mismo tiempo. Otros, por el contrario, utilizan pautas mucho más fijadas, como los esqueletos o los minotauros. Como sucede en este tipo de juegos, la parte de exploración y aventura suele estar referida a activar algún pulsador para abrir una nueva localización que poder visitar.
Las luchas se desarrollan por un sistema de combos, desarrollándose así unos ataques prefijados. Cada arma tiene asociado un combo, y el jugador solo podrá realizarlo si utiliza al personaje adecuado en el nivel requerido (para poder usar combos de armas se necesita un nivel determinado). El jugador puede portar un máximo de cuatro armas y tres escudos, siendo requisito indispensable el arco, el cual una vez obtenido no se puede eliminar del inventario, lo que en la práctica deja lugar para tres armas (la espada sagrada obtenida en los últimos niveles no suma). Existen también una serie de armas especiales para cada personaje con ataques especiales de tipo fuego, hielo, veneno y vampírico, siendo esta última común a todos los personajes.

## Armas especiales
| Personaje | Tipo de arma                         | Hielo         | Fuego           | Veneno       |
| --------- | ------------------------------------ | ------------- | --------------- | ------------ |
| Enano     | Hachas de una mano/Mazas de una mano | Iceberg       | Hacha ardiente  | Serpiente    |
| Bárbaro   | Hacha, mandobles                     | Alud          | Magma           | -            |
| Amazona   | Bo, lanzas,...                       | Viento eterno | Dragón          | Hoja maldita |
| Caballero | Espadas/mazas/sables/                | Glaciar       | Espada de fuego | -            |

Además, todos los personajes pueden manejar la Espada de la reina Asha, con ataque de tipo vampírico (roba vida) y la Espada Sagrada; que el Bárbaro maneja con las dos manos.

## Historia del proyecto
Rebel Act Estudios se creó en junio de 1996 con la finalidad de desarrollar videojuegos de alta calidad. Empezó con un grupo reducido de gente que se encargó de elaborar el diseño y los primeros pasos de un juego 3D al que pronto se le daría el nombre de “Blade”. A medida que el juego y su tecnología se iban haciendo más complejos se fue incorporando nueva gente al proyecto, hasta llegar a la composición final del equipo.
En noviembre de 1996 Rebel Act Studios mostró a la prensa en la feria SIMO los primeros trabajos de diseño del juego. Eran los inicios de los primeros mapas y los primeros personajes.
A principios de 1997 comenzaron a negociar la distribución internacional del juego y a mediados de ese año firmaron un contrato con Gremlin Interactive.
El juego siguió evolucionando, incorporando nuevas tecnologías así como distintas aportaciones de Gremlin Interactive, como el aprovechamiento de su estudio de captura de movimientos. Así hizo su primera presentación internacional en el ECTS de 1998 de Londres dentro del stand de Gremlin.
Pero Gremlin entró en un proceso de crisis que desembocó en la venta de la compañía a Infogrames en 1999. Afortunadamente para Rebel Act, su contrato con Gremlin les permitía desvincularse del mismo si existía un cambio de propiedad en la compañía. Tras largas conversaciones con Infogrames, debido a una distinta postura con respecto a lo que debía ser el juego, se desvincularon de mutuo acuerdo del contrato.
Posteriormente Rebel Act Studios se decantó por firmar un acuerdo de distribución con Codemasters que sería la empresa que finalmente acabaría distribuyendo Blade fuera de España. Pero realmente la patrocinadora del juego desde sus inicios fue la distribuidora española Friendware, que asumió el coste de desarrollo del juego desde sus inicios. 
El desarrollo del juego fue complejo debido principalmente a la inexperiencia de la mayor parte del equipo, alargando en demasía el proceso de desarrollo. Al cabo de dos años de proyecto, el diseño aún estaba sin terminar y las tecnologías que aparecían en el mercado superaban a las usadas en Blade. Esto hizo necesario un replanteamiento a largo plazo para no cancelar el proyecto. Se amplió la plantilla con nuevos programadores y grafistas, se reorganizó enteramente la jerarquía del equipo con el fin de tapar los vacíos de responsabilidad existentes hasta el momento y se actualizó la tecnología usada.
Finalmente, a principios del 2001, Blade vio la luz tras un proceso de gestación de algo más de cuatro años.

## Características

### Motor gráfico
El sistema gráfico del juego se desarrolló desde cero. Consta del uso de texturas de alta resolución, luces, sombras, fuego y sangre generados en tiempo real para darle más realismo, y sistema de esqueleto para permitir dañar al enemigo por partes, pudiendo mutilar los cuerpos de los enemigos.
Su sistema de física y fluidos también es en tiempo real lo que permite efectos bastante macabros (si bien realistas) con la sangre que abandona los cuerpos caídos.
Otra de las características interesantes del motor gráfico son sus efectos de reflejo en el agua, la presencia de humo, un sistema de partículas que permite otorgar gran realismo a los hechizos, auras, etcétera. Blade soporta las tecnologías Direct3D, OpenGL y Glide. Si bien nativamente solo era compatible con DirectX, el equipo de desarrollo liberó parches para poder ejecutar el juego con las otras librerías gráficas.
A pesar de los cambios hechos durante el desarrollo, a su salida el motor gráfico de Blade se encontraba desfasado en algunos aspectos en comparación con otros títulos contemporáneos.

### Sistema de portales
Es un sistema de ocultación, tanto de polígonos como objetos. Es la parte que se encarga de determinar lo que es visible para el jugador, para pintarlo o no. Básicamente se refiere a que el motor está organizado en un sistema de puertas o ventanas que conectan habitaciones. Esa información será utilizada para determinar lo que se ve a través de cada portal y dibujar lo mínimo posible. Con esta tecnología se busca disminuir el repintado.

### Sistema de iluminación
En Blade se utiliza la iluminación en tiempo real. Este aspecto se puede dividir en sombras y sombreado.
Para el sombreado se utiliza una técnica de teselación que consiste en subdividir polígonos para aumentar la precisión y asignar valores a la luz. La parte de sombreado se hace en una sola pasada y usando una sola unidad de textura.
Con respecto a las sombras, éstas se construyen a partir de volúmenes de sombra. Se calcula geométricamente desde el punto de luz qué volúmenes del espacio están en sombra y cuáles en luz, y luego eso se aplica a todo. Gracias a este sistema las sombras son dinámicas. También se pueden apreciar reflejos en superficies líquidas.

### Sistema de dinámica de fluidos
Inicialmente se realizó un sistema de dinámica de fluidos que se podía aplicar a cualquier elemento del juego, pero finalmente solo se utilizó en pocos sitios, sobre todo en el tema de la sangre. El sistema está basado en el aprovechamiento de la arquitectura del motor para trazar partículas para calcular la forma en que se extiende la sangre.

### Escenarios
Los escenarios eran gigantescos mapas de excelente factura técnica, pasando desde un castillo con todo lujo de detalles, a unos desfiladeros en la montaña, un bello palacio en el desierto, cuevas, etc.

## Requisitos de hardware
| Sistema operativo Windows95/98/2000/Me/Xp - CPU Pentium II 400 MHz - 64 MB de RAM - Aceleradora 3D con 8 MB de RAM compatible con DirectX 8.0 - Tarjeta de sonido de 16 bits compatible con DirectX - Disco duro con 750 MB libres - CD-ROM 8X | - CPU Pentium III 500 MHz - 128 MB de RAM - Tarjeta de sonido 3D compatible - DirectSound3D/EAX - Aceleradora 3D con 32 MB de RAM - CD-ROM 24X |

## Modificaciones y ampliación
El juego no incluía editor de mapas, si bien los desarrolladores decidieron poner a disposición de los juegos la herramienta utilizada a nivel interno para el desarrollo de los niveles, aunque sin ningún tipo de soporte oficial. Por otro lado, gran cantidad de los parámetros del juego podía modificarse a través de scripts escritos en Python. A pesar de la dificultad que acarreaba la creación de mods, Blade contó con una buena comunidad que dio lugar a proyectos bastante importantes, tanto acabados, como por ejemplo Diablozation, Conquest, Defender (creado por el talentoso modder Goosebrush Freeman), o numerosos mapas del talentoso Prospero, y no acabados, como pueden ser los prometedores proyectos que quedaron en el primer capítulo a pesar de prometer una saga, como ocurrió con Dwarf Quest, Zarandaur, Las 3 Espadas, Northern Fortress, entre otros.

### Saga Fugitivo
La modificación más destacada es, sin duda alguna, la aclamada saga Fugitivo, creada por el inglés Prospero. Consiste en 3 capítulos totalmente completos y de calidad igual e incluso superior a los niveles originales del juego base, en los que encuentras personajes aliados y puedes entablar conversación con ellos, comprar en una tienda usando tesoros recogidos en el mapa, mirar un diario en el cual se registran los acontecimientos importantes durante la partida, (todo esto jamás fue posible en el juego original), entre diversas cosas. En el primer capítulo, "La Ciudadela Blanca", debes atravesar dicha ciudadela, una majestuosa edificación plagada de enemigos de todas las clases, y abrirte camino hacia El Gran Puente, intentando huir de La Guardia Negra, que está detrás de ti. En el segundo, "La Guardia Negra", el héroe llega a una fortaleza abandonada en la cual es emboscado y cae preso, por lo cual tu objetivo es escapar de tu cautiverio y continuar con tu camino. En el tercer y último capítulo, "El Santuario Montañés", debes alcanzar el santuario en el cual se custodia la Espada Sagrada, la cual sería capaz de acabar con el malvado Vinculanus y quien quiera que sea su oscuro señor, y así poner fin a las fechorías de la Guardia Negra.
El autor se encuentra desarrollando el capítulo 4 actualmente, desde 2005, sin fecha de publicación.
Junto a esta saga, hay que tener muy en cuenta la modificación "Diablozation", un brillante trabajo del ruso Tomash, el cual abarca facetas RPG en un poblado nunca antes vistas en Blade. Podemos vender y comprar en la tienda (en Fugitivo solo podemos comprar), hablar con otros personajes que te encargan misiones y completarlas, recibiendo recompensas a cambio, usar magia para levantar cadáveres enemigos a tu servicio, dañar, robar vida, etcétera.
Tomash se encuentra actualmente trabajando en Diablozation II, el cual traerá numerosas novedades como enemigos nuevos e inteligentes (más si cabe), además de reciclar su destacada orientación al RPG de la primera entrega.

### QQSI / WWTBAI
También se realizó una modificación creada por el español Héctor Marín en el cual se simula un concurso televisivo (quien quiere ser millonario) pero adaptado al videojuego bajo el nombre QQSI / WWTBAI (¿Quién quiere Ser Inmortal? o Who Wants To Be An Inmortal) en el que los personajes (a modo de concursantes) deben ir contestando correctamente a 15 preguntas sin fallar. Los participantes van ganando puntos de vida (lifepoints) hasta al final lograr obtener la inmortalidad si llegan a la pregunta 15.
También se están desarrollando otros concursos televisivos adaptados al videojuego, como en este caso EAMD (El adivinador más débil) con un formato similar al El rival más débil, pero en este caso los personajes (concursates) deben adivinar los números que se piensa el presentador. En cada ronda deberán conseguir adivinar la mayor cantidad de números para alcanzar el objetivo en dicha ronda, de un total de 4.
Al finalizar cada ronda se elimina por votación (siguiendo a veces criterio o no) al que menos números a adivinado (al adivinador más débil).

## Recepción y quiebra de Rebel Act
A su salida, el juego recibió buenas críticas gracias a los gráficos, principalmente por los efectos de iluminación y las sombras en tiempo real, nunca visto hasta entonces. Otras características, tanto a nivel gráfico, como por ejemplos la representación del agua, o la animación de los personajes, que se realizó a través de motion capture, eran inferiores a otros títulos del momento. La texturización, aunque de tamaño inferior a otros juegos contemporáneos, conseguía iguales o superiores resultados. No obstante, para disfrutar en su plenitud de todas las características del juego era necesario un ordenador bastante potente.
Sin embargo, el juego no disfrutó de un buen marketing y no produjo los beneficios esperados. Entre las principales críticas al juego se encuentran el desfase del motor gráfico (aun siendo espectacular e inigualable en ciertos aspectos), la gran cantidad de errores, la ausencia de niveles de dificultad y la práctica nulidad del sistema multijugador, que aunque disponible, era poco jugable tanto a nivel técnico como a nivel de diversión.
El poco éxito del juego, sobre todo en el mercado estadounidense, unido a una serie de circunstancias, provocó el cierre de la compañía cuando ya se preparaba un port del juego a Xbox y una segunda parte.
A partir del equipo de Rebel Act Studios, surgieron dos nuevas empresas de desarrollo, MercurySteam y Digital Legends.